# Siemens Financial Services
Siemens Financial Services (SFS) er en division i Siemens AG, der tilbyder internationale finansieringsløsninger til B2B-segmentet. Virksomheden blev etableret i 1997 og har hovedkvarter i München. Deres finansieringsservice er målrettet virksomhedsinvesteringer indenfor energi, industri, sundhed og infrastruktur. Siemens Financial Services GmbH har ca. 3.150 ansatte.